# Doomsday
Doomsday är en brittisk långfilm från 2008, regisserad och skriven av Neil Marshall, mannen bakom skräckfilmerna Instängd och Dog Soldiers med Rhona Mitra, Bob Hoskins och Malcolm McDowell i huvudrollerna.

## Handling
Året är 2008 och ett virus vid namnet Reaper slår till i Skottland. Den brittiska regeringen bestämmer sig för att sätta upp en mur runt hela Skottland för att stoppa spridningen. 30 år senare bryter viruset ut igen i London . Via satellitbilder har man fått information om att människor har setts på gatorna i Skottlands städer. Man misstänker därför att någon har funnit ett botemedel. En elitstyrka sätts innanför muren för att hitta botemedlet.

## Skådespelare
- Rhona Mitra som Major Eden Sinclair
- Bob Hoskins som Kapten Nelson
- Malcolm McDowell som Marcus Kane
- Alexander Siddig som Premiärminister John Hatcher
- Adrian Lester som Sergeant Norton
- Sean Pertwee som Doktor Talbot
- Darren Morfitt som Ben Stirling
- David O'Hara som Michael Canaris
- MyAnna Buring som Cally
- Craig Conway som Sol